# Micrommata darlingi
Micrommata darlingi är en spindelart som beskrevs av Pocock 1901. Micrommata darlingi ingår i släktet Micrommata och familjen jättekrabbspindlar. Inga underarter finns listade i Catalogue of Life.